# L'Île au trésor (film, 1934)
Pour les articles homonymes, voir L'Île au trésor (homonymie).
Pour plus de détails, voir Fiche technique et Distribution.
L'Île au trésor (Treasure Island) est un film américain en noir et blanc réalisé par Victor Fleming, sorti en 1934.

## Synopsis
Avant de mourir, le mystérieux Billy Bones donne au jeune Jim Hawkins une carte où est indiqué la position d'un trésor. Jim se met en route pour trouver ce trésor, mais le pirate Long John Silver convoite également le butin.

## Fiche technique
- Titre : L'Île au trésor
- Titre original : Treasure Island
- Réalisation : Victor Fleming
- Scénario : John Lee Mahin, Leonard Praskins et John Howard Lawson
  - d'après le roman L'Île au trésor de Robert Louis Stevenson (1883)
- Musique : Herbert Stothart
- Photographie : Ray June, Harold Rosson et Clyde DeVinna
- Montage : Blanche Sewell
- Producteur : Hunt Stromberg
- Société de production : Metro-Goldwyn-Mayer
- Pays de production :  États-Unis
- Langue d'origine : anglais américain
- Format : noir et blanc (Sepiatone) — 35 mm — 1,37:1 — son : mono (Western Electric Sound System)
- Genre : aventure
- Durée : 110 minutes
- Dates de sortie : 
  - États-Unis : 17 août 1934
  - France : 8 février 1935

## Distribution
- Wallace Beery : Long John Silver
- Jackie Cooper (VF : Claude Marcy) : Jim Hawkins
- Lionel Barrymore : Capitaine Billy 'Bill' Bones
- Otto Kruger : Dr Livesey
- Lewis Stone : Capitaine Alexander Smollett
- Nigel Bruce : Trelawney
- Charles "Chic" Sale : Benjamin Gunn, dit "Ben"
- William V. Mong : l'aveugle
- Charles McNaughton : Black Dog
- Dorothy Peterson : Mrs. Hawkins
- Douglass Dumbrille : Israël Hands
- Edmund Breese : Anderson
- Olin Howland : Dick
- Charles Irwin : Abraham Gray
- Edward Pawley : William O'Brien
- Charles Bennett : un pirate
- Richard Powell : un pirate

Acteurs non crédités
- Bruce Bennett : un homme à la taverne
- Ed Brady : un pirate
- Frank Hagney : un pirate
- J. M. Kerrigan : Tom Morgan